# وکو کونگو
وکو کونگو (به انگلیسی: Waku Kungo (Waku Kundo, Santa Comba, Buandangue, Uaco Cungo)) شهری در استان کوانزای جنوبی واقع در کشور آنگولا است که در سال ۲۰۰۹ میلادی ۲۶٬۹۴۸ نفر جمعیت داشته است.